# گورستان دشلی
قبرستان دشلی مربوط به سده‌های اولیه دوران‌های تاریخی پس از اسلام است و در شهرستان مراغه، بخش مرکزی، دهستان سراجوی غربی، روستای تازه کند قشلاق واقع شده و این اثر در تاریخ ۳۰ بهمن ۱۳۸۶ با شمارهٔ ثبت ۲۱۰۷۸ به‌عنوان یکی از آثار ملی ایران به ثبت رسیده است.